# Łyczak muszlowy

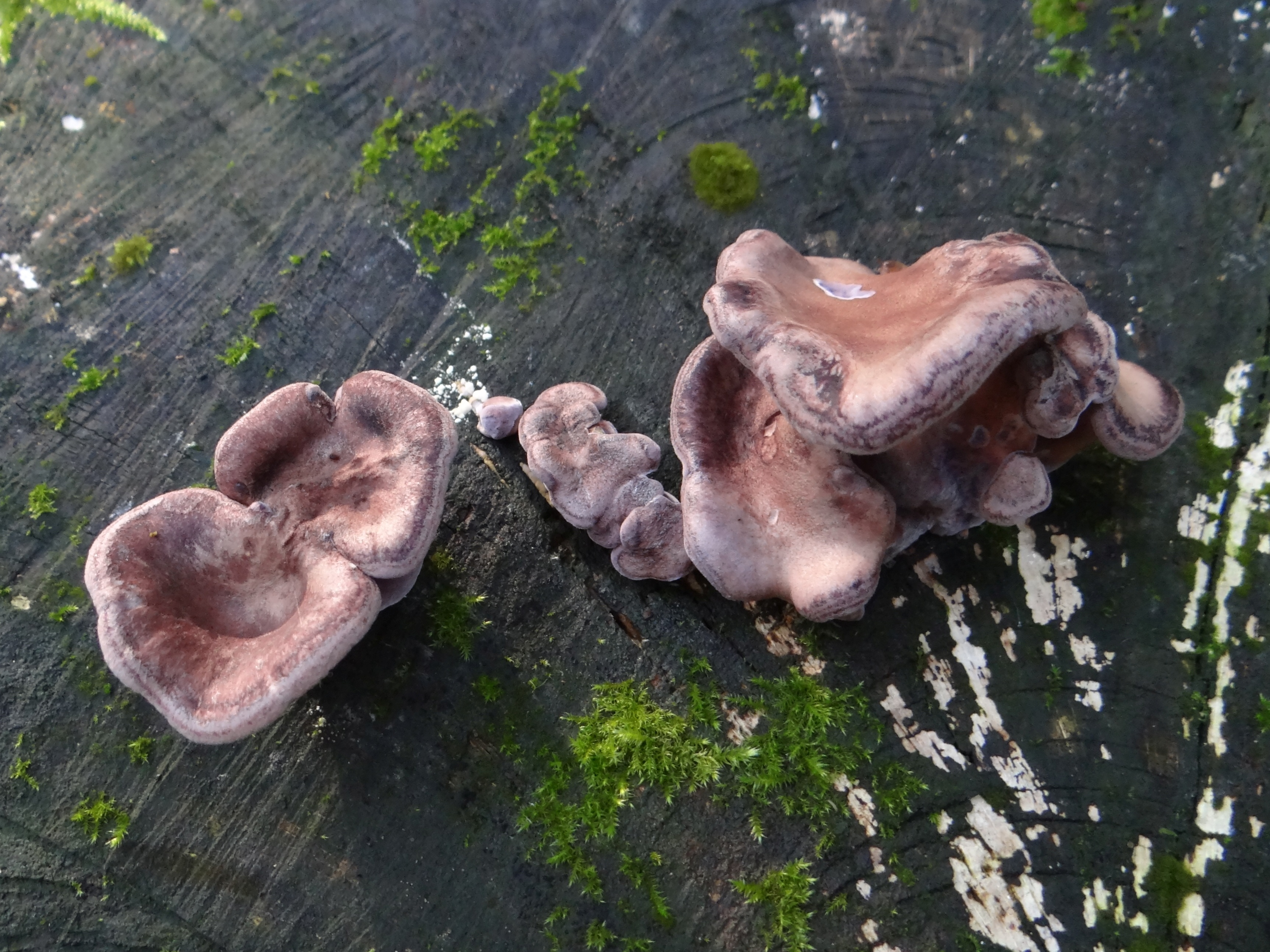

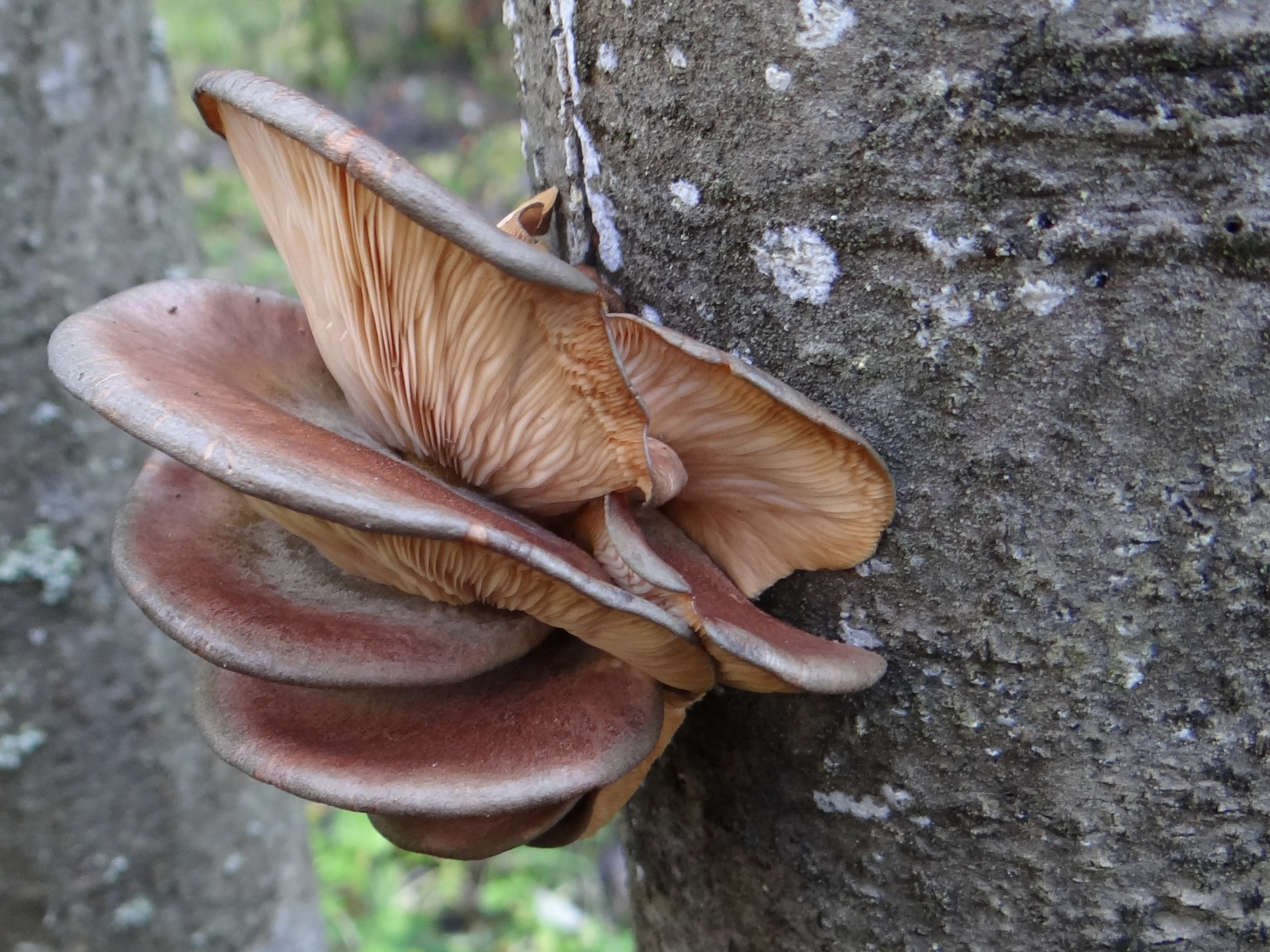
Owocniki często wyrastają w zwartych grupach

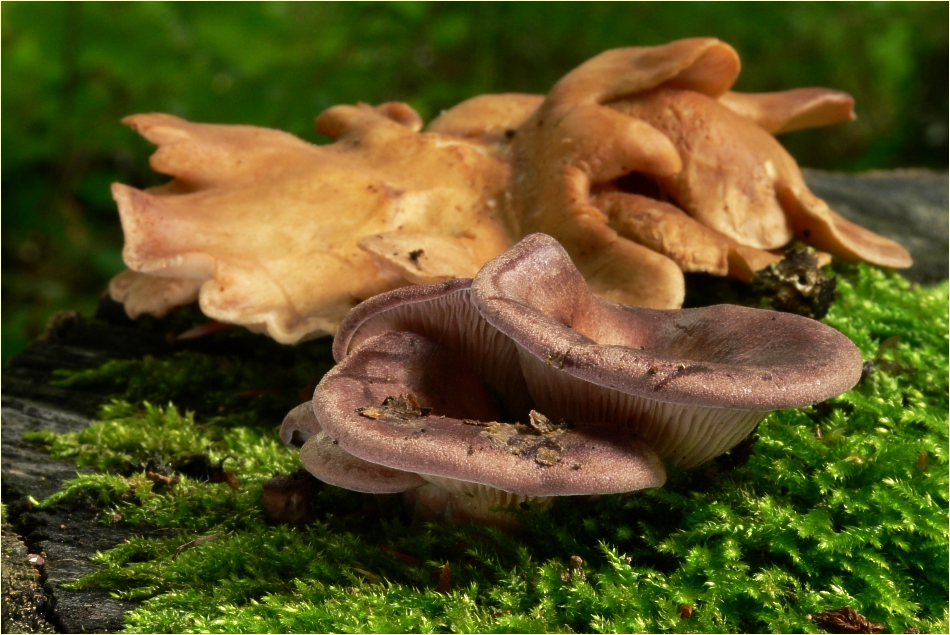
Młode i starsze owocniki Panus conchatus

Łyczak muszlowy (Panus conchatus (Bull.) Fr.) – gatunek grzybów z rzędu żagwiowców (Polyporales).

## Systematyka i nazewnictwo
Pozycja w klasyfikacji: Panus, Panaceae, Polyporales, Incertae sedis, Agaricomycetes, Agaricomycotina, Basidiomycota, Fungi.
Po raz pierwszy takson ten zdiagnozował w roku 1787 Jean Baptiste Bulliard nadając mu nazwę Agaricus conchatus. Obecną, uznaną przez Index Fungorum nazwę nadał mu w roku 1838 Elias Fries, przenosząc go do rodzaju Panus. 
Ma ponad 40 synonimów naukowych. Niektóre z nich:
- Agaricus conchatus Bull.1787
- Lentinus conchatus (Bull.) J. Schröt. 1889
- Lentinus torulosus (Pers.) Lloyd 1913
- Pocillaria conchata (Bull.) Kuntze 1891

Nazwę polską podał Franciszek Błoński w 1890 r. W polskim piśmiennictwie mykologicznym gatunek ten opisywany był też jako twardziak muszlowy, bedłka muszlowa, łuszczak muszlowy, bocznotrzonowiec muszlowy. 

## Morfologia
Ogromna większość gatunków w rzędzie żagwiowców ma hymenofor rurkowaty. Łyczak muszlowy należy do nielicznej grupy gatunków o hymenoforze blaszkowatym. Jednak badania filogenetyczne wykazały, że mimo tej odrębności jest on ściśle związany z rodziną żagwiowatych.
Kapelusz
Szerokość 4–12 cm, kształt muszlowaty lub językowaty, na środku lejkowato wgłębiony. Powierzchnia gładka lub aksamitna, u młodych okazów liliowa, u starszych w kolorze od odchrowego do czerwonobrązowego.
Blaszki
Głęboko zbiegające na trzon, gęste, w kolorze od bladoliliowego do ochrowego.
Trzon
Wysokość 1–3 cm, grubość 1–2 cm, niecentryczny, Powierzchnia filcowata, kolor od ochrowobrązowego do liliowego.
Miąższ
Białawy, łykowaty i skórzasty.
Wysyp zarodników
Biały. Zarodniki eliptyczne, nieamyloidalne, o rozmiarach 7–5 × 2,5–3 μm.

## Występowanie i siedlisko
Notowany jest w Ameryce Północnej, Środkowej i Południowej, Europie i Azji. Jest szeroko rozprzestrzeniony, jednak wszędzie rzadki.
Jego owocniki wyrastają od lata do jesieni na martwym drewnie drzew liściastych, głównie na pniach i pniakach. Najczęściej występuje w wilgotnych lasach łęgowych. Zazwyczaj występuje gromadnie. Rośnie na różnych gatunkach drzew, najczęściej na brzozach, topoli osice, dębach. Owocniki wyrastają od lipca do listopada.

## Znaczenie
Saprotrof, grzyb jadalny, ale ciężkostrawny. Spożywany jest np. w Meksyku i Peru.

## Gatunki podobne
Podobny jest twardziak anyżkowy (Lentinus suavissimus), ale różni się anyżowym zapachem, jest mniejszy i rośnie tylko na wierzbach.